# Muhamed Subašić
Muhamed Subašić (* 19. März 1988 in Ključ, SFR Jugoslawien, heute Bosnien und Herzegowina) ist ein bosnisch-herzegowinischer Fußballspieler. Er wird bevorzugt als linker Außenverteidiger eingesetzt.

## Karriere

### Vereine
Während des Bosnienkrieges zog Subašić mit seiner Familie ins südbadische Rielasingen, wo er in der Jugendabteilung des 1. FC Rielasingen-Arlen spielte. Als sich die Situation in Bosnien-Herzegowina nach dem Krieg gebessert hatte, kehrte die Familie nach drei Jahren wieder in ihre Heimatstadt Ključ zurück. Dort spielte Subašić zunächst für den NK Omladinac Sanica und den NK Podgrmeč Sanski Most, ehe er im Jahr 2008 sein Debüt für den FK Laktaši in der bosnischen Premijer Liga gab. Zur Saison 2009/10 wechselte er zum Ligakonkurrenten FK Olimpik Sarajevo, bei dem er rasch zum Leistungsträger avancierte. In der darauffolgenden Spielzeit führte Subašić sein Team als Mannschaftskapitän zum fünften Tabellenplatz, dem besten Resultat in der Vereinsgeschichte.
Im August 2011 unterschrieb er einen einjährigen Leihvertrag beim deutschen Zweitliga-Aufsteiger Dynamo Dresden. Daraufhin gab Subašić am 12. September 2011 (7. Spieltag) sein Pflichtspieldebüt für Dresden, als er beim 2:1-Heimsieg über den VfL Bochum in der Startformation stand und beide Treffer erzielte. Im Juni 2012 verlängerte er seinen Vertrag beim FK Olimpik Sarajevo bis zum 30. Juni 2015 und ließ sich für zwei weitere Jahre an Dynamo Dresden ausleihen. Dennoch wurde der Leihvertrag im Juni 2013 einvernehmlich aufgelöst. Infolgedessen wechselte Subašić zum belgischen Erstligisten Oud-Heverlee Löwen. Von 2014 bis 2015 stand Subasic erneut beim FK Olimpik Sarajevo unter Vertrag, ehe er nach einer kurzen Vereinslosigkeit sich dem Regionalligisten Wacker Burghausen anschloss.

### Nationalmannschaft
Zwischen 2009 und 2010 absolvierte Subašić insgesamt zehn Länderspiele (ohne Torerfolg) für die bosnisch-herzegowinische U-21-Auswahl.
Am 17. November 2010 gab er beim 3:2-Auswärtssieg über die Slowakei sein Debüt für die A-Nationalmannschaft. Seinen ersten Länderspieltreffer erzielte Subašić beim 2:2-Unentschieden im Freundschaftsspiel gegen Polen am 10. Dezember desselben Jahres.

## Privates
Subašić ist gelernter Elektriker und praktizierender Muslim. Seit 2012 ist er verheiratet.